# Cell (processor)

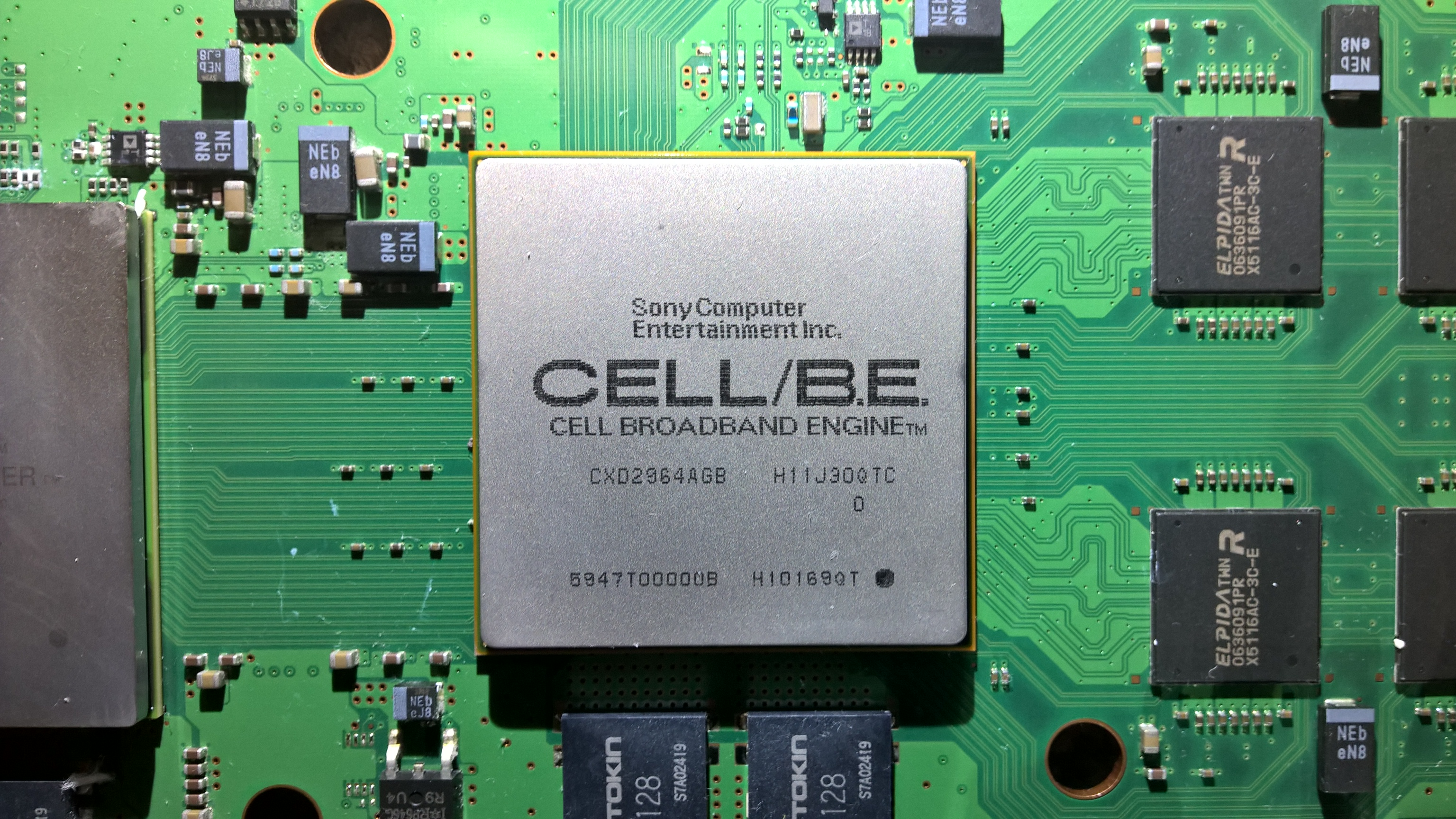

Cell är en flerkärnig PowerPC-baserad processor som är utvecklad av Sony, Toshiba och IBM. Sony använder Cellprocessorn som huvudprocessor i deras konsol Playstation 3.
Idén uppkom 1999 av Ken Kutaragi även känd som "Father of playstation". År 2000 formade Sony, Toshiba och IBM alliansen STI för att skapa processorn.
STI:s Design Center öppnades år 2001 i Austin, Texas. Över 400 anställda från 3 olika företag arbetade med processorn.
Cell är en åttakärnig processor och enligt IBM[när?] jobbar Cell 10 gånger så snabb som dagens processorer. Cell är designad för att kunna användas i alla datorer, från handdatorer till servrar. Sony ser Cell som en potentiell efterträdare till dagens x86-arkitektur.
Sony säljer den fabrik belägen i Isahaya som tillverkar 65nm-versionen av Cell till Toshiba. Anledningen är att Sony inte förmår att stå för kostnaderna som det innebär att investera i ny utrustning när ett byte till 45nm-versionen av cellprocessorn kommer.
Cell-processorn innehåller:
- Power Processor Element (PPE).
- 8 Synergistic Processor Elements (SPEs).
- Element Interconnect Bus (EIB).
- Direct Memory Access Controller (DMAC).
- 2 Rambus XDR memory controllers.
- Rambus FlexIO (Input / Output) interface.

Kärnorna
En av de åtta kärnorna i processorn kallas PPE (Power Processor Element), den fungerar som en dirigent och har som uppgift är att allokera resurser samt ta hand om tillgång av tillbehör och operativsystem. De andra kärnorna i processorn kallas SPE (Synergistic Processor Element), dessa är specialiserade för flyttalsberäkningar vanliga vid multimediatillämpningar, 3D och vetenskapliga beräkningar. Varje SPE har ett eget block av ramminne (32 bit). Varje SPE har större bandbredd och prestanda än PPE:n.
Specifikationer
- Kapabel att köras i hastigheter över 4 GHz.
- Minnesbandbredd: 25.6 GBytes per sekund.
- I/O-bandbredd: 76.8 GBytes per sekund.
- 256 GFLOPS (Single precision at 4 GHz).
- 256 GOPS (Integer at 4 GHz).
- 25 GFLOPS (Double precision at 4 GHz).
- 235 kvadratmillimeter.
- 235 miljoner transistorer